# Federica Brunetti
Federica Brunetti (Cagliari, 6 ottobre 1988) è una cestista italiana.
Ala grande-centro di 184 cm, ha giocato in Serie A1 con Cagliari, Ragusa, Lucca.